# Larroque (Alti Pirenei)
Larroque è un comune francese di 94 abitanti situato nel dipartimento degli Alti Pirenei nella regione dell'Occitania.

## Società

### Evoluzione demografica
Abitanti censiti